# Straßenszenen
Die Straßenszenen bilden eine Werkgruppe, die der Maler Ernst Ludwig Kirchner zwischen 1913 und 1915 geschaffen hat. Diese besteht aus elf Gemälden, zahlreichen Skizzenbuchblättern, Tuschpinselzeichnungen, Pastell- und Kreidezeichnungen sowie Druckgraphiken. Die Bilder sind in Berlin entstanden und beinhalten das Thema der sich zur Metropole entwickelnden Großstadt, mit besonderem Augenmerk auf das pulsierende Straßenleben mit den hier sogenannten Kokotten, eleganten Halbweltdamen als Metapher für Hektik, Getriebensein und Sinnlichkeit in der wachsenden Stadt. Der Zyklus hat zahlreiche Bezüge in der Literatur und gilt als eines der bedeutendsten Werke des deutschen Expressionismus.

## Gemälde
Die Gemälde sind die zentralen Werke innerhalb des Zyklus der Straßenszenen. Die Reihe setzte gegen Ende des Jahres 1913 mit Fünf Frauen auf der Straße ein. Die Dynamik der Kompositionen steigerte sich im Verlauf der Entstehungszeit. Kirchner griff auf Stilmittel des Futurismus zurück, die Werke zeigen aber auch manieristische Elemente. Vorwiegend sind die Bilder im Jahr 1914 entstanden und bis in das Jahr 1915 schloss Kirchner die meisten Arbeiten ab, doch stellte er einige der Gemälde erst später in den 1920er Jahren fertig.
Die folgende Aufstellung enthält sowohl die deutschen als auch die englischen Titel, sie richten sich nach dem Werkverzeichnis von Donald E. Gordon. Da die Bezeichnungen teilweise sehr ähnlich sind, wurde zur besseren Unterscheidung und, um Verwechslungen zu vermeiden, zudem die Werkverzeichnisnummer (WVZ) angegeben.
| Abbildung | Titel, WVZ-Nr. und weitere Angaben | Provenienz |  |
| --------- | --- | --- |  |
|           | Fünf Frauen auf der Straße (Five Women on the Street) 1915, Öl auf Leinwand, WVZ 362 120 × 90 cm Es ist das erste Gemälde des Zyklus und zeigt fünf Kokotten, die auf einem Bürgersteig stehen. | Museum Ludwig, Köln Das Gemälde wurde 1926 vom Museum Folkwang in Essen angekauft, dort am 6. Juli 1937 im Rahmen der Aktion „Entartete Kunst“ beschlagnahmt und bis November 1937 in der gleichnamigen Schmähausstellung gezeigt. Anschließend wurde es im Depot Schloss Schönhausen als „international verwertbares“ Kunstwerk gelagert und gelangte im März 1940 in die Galerie Ferdinand Möller, Berlin. 1947 wurde es über die Galerie Günther Franke, München, an den Sammler Josef Haubrich verkauft, der es als Schenkung an das Wallraf-Richartz-Museum in Köln gab. 1976 wurde es von dort vom Museum Ludwig übernommen. |  |
|           | Berliner Straßenszene (Berlin Street Scene) 1913/1914, Öl auf Leinwand, WVZ 363 121 × 95 cm | Neue Galerie, New York Das Gemälde stand 2006 durch einen als Causa Kirchner bezeichneten Rückgabestreit im besonderen Interesse der Öffentlichkeit. Es stammt aus der Sammlung Alfred & Thekla Hess und war ehemals das Eigentum des Kunstsammlers Alfred Hess. 1936 veranlasste seine Witwe Thekla Hess, geb. Pauson, die Übersendung des Werks an den Kunstverein in Köln. Von dort wurde es Ende 1936 unter ungeklärten Umständen an den Frankfurter Kunstsammler Carl Hagemann veräußert. Die Erben Hagemanns gaben das Gemälde 1948 als Schenkung an Ernst Holzinger, 1980 verkaufte es die Witwe Holzinger an die Stadt Berlin, wo es im Brücke-Museum ausgestellt wurde. Im Jahr 2006 gab die Stadt Berlin die Straßenszene, in Einhaltung der Grundsätze der Washingtoner Erklärung von 1998, an die Erben Hess zurück. Am 8. November 2006 wurde es im Auktionshaus Christie’s New York versteigert, neuer Eigentümer wurde die „Neue Galerie“ in New York. |  |
|           | Die Straße (The Street) 1913, Öl auf Leinwand, WVZ 364 120,6 × 91,1 cm | Museum of Modern Art, New York Das Gemälde wurde 1920 von der Berliner Nationalgalerie gekauft und im Kronprinzenpalais ausgestellt. 1937 wurde es im Rahmen der Aktion „Entartete Kunst“ beschlagnahmt. Ab Oktober 1938 wurde es im Depot Schloss Schönhausen gelagert und im Februar 1939 über den Kunsthändler Karl Buchholz an das Museum of Modern Art in New York verkauft. |  |
|           | Straßenszene Berlin (Street Scene) 1913, Öl auf Leinwand, WVZ 414 verso 69,9 × 50,8 cm Das Bild ist die Rückseite des Gemäldes Kopf Gräf aus dem Jahr 1914.                                     | Privatbesitz Das Gemälde blieb bis zu dessen Tod in Kirchners Besitz und wurde über den Nachlass 1952 an den Sammler Werner Brunner in St Gallen verkauft. 1978 erwarb es der Galerist Roman Norbert Ketterer, 1997 wurde es über Sotheby’s in London von dem kanadischen Sammler Charles Tabachnick ersteigert und in der Art Gallery of Ontario in Toronto ausgestellt. 2009 kam es erneut zur Versteigerung und wurde für 5,4 Millionen Englische Pfund an einen unbekannten Käufer veräußert. |  |
|           | Straßenszene (Street Scene) 1914/1922, Öl auf Leinwand, WVZ 365 70 × 48 cm | Privatbesitz, Schweiz |  |
|           | Straße mit roter Kokotte (Street with Red Cocotte) 1914/1925, Öl auf Leinwand, WVZ 366 120 × 90 cm                                                                                              | Sammlung Thyssen-Bornemisza, Madrid |  |
|           | Friedrichstraße, Berlin (Friedrich Street, Berlin) 1914, Öl auf Leinwand, WVZ 367 125 × 91 cm                                                                                                   | Staatsgalerie, Stuttgart |  |
|           | Leipziger Straße mit Elektrischer Bahn auch: Kleines Stadtbild (Leipzig Street with Electric Tram) 1914, Öl auf Leinwand, WVZ 368 69,5 × 79 cm                                                  | Museum Folkwang, Essen |  |
|           | Zwei Frauen auf der Straße (Two Women on the Street) 1914, Öl auf Leinwand, WVZ 369 120,5 × 91 cm                                                                                               | Kunstsammlung Nordrhein-Westfalen, Düsseldorf |  |
|           | Potsdamer Platz, Berlin (Potsdam Square, Berlin) 1914, Öl auf Leinwand, WVZ 370 200 × 150 cm | Neue Nationalgalerie, Berlin |  |
|           | Frauen auf der Straße (Women on the Street) 1915, Öl auf Leinwand, WVZ 427 126 × 90 cm | Von der Heydt-Museum, Wuppertal |  |

## Zeichnungen und Graphiken
Die umfangreiche Auseinandersetzung Kirchners mit dem Thema ist zudem in den erhaltenen 32 Skizzen, 15 Tuschpinselzeichnungen, 17 Pastell- und Kreidezeichnungen, 14 Holzschnitten, die teilweise handkoloriert wurden, 14 Radierungen und acht Lithographien zu erkennen. Eine kleine Auswahl ist im Folgenden gesammelt.

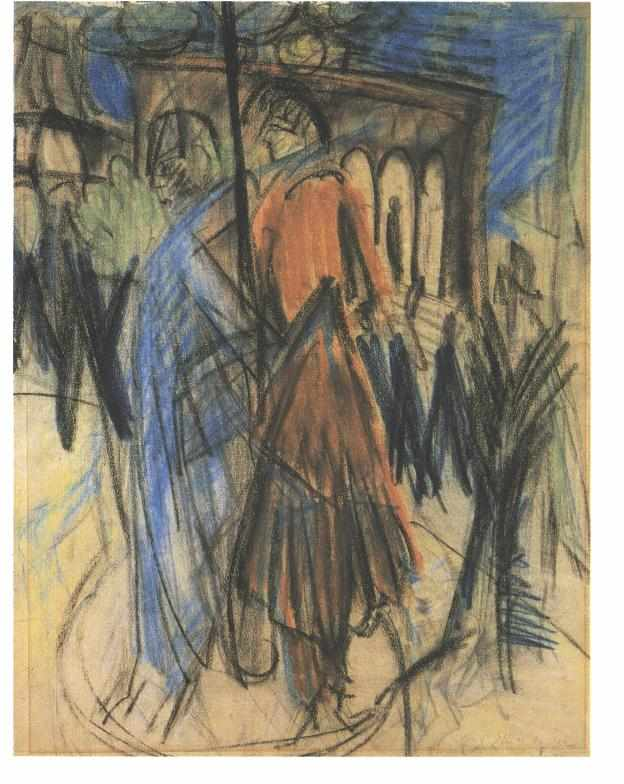
Potsdamer Platz, Kreidezeichnung 1914
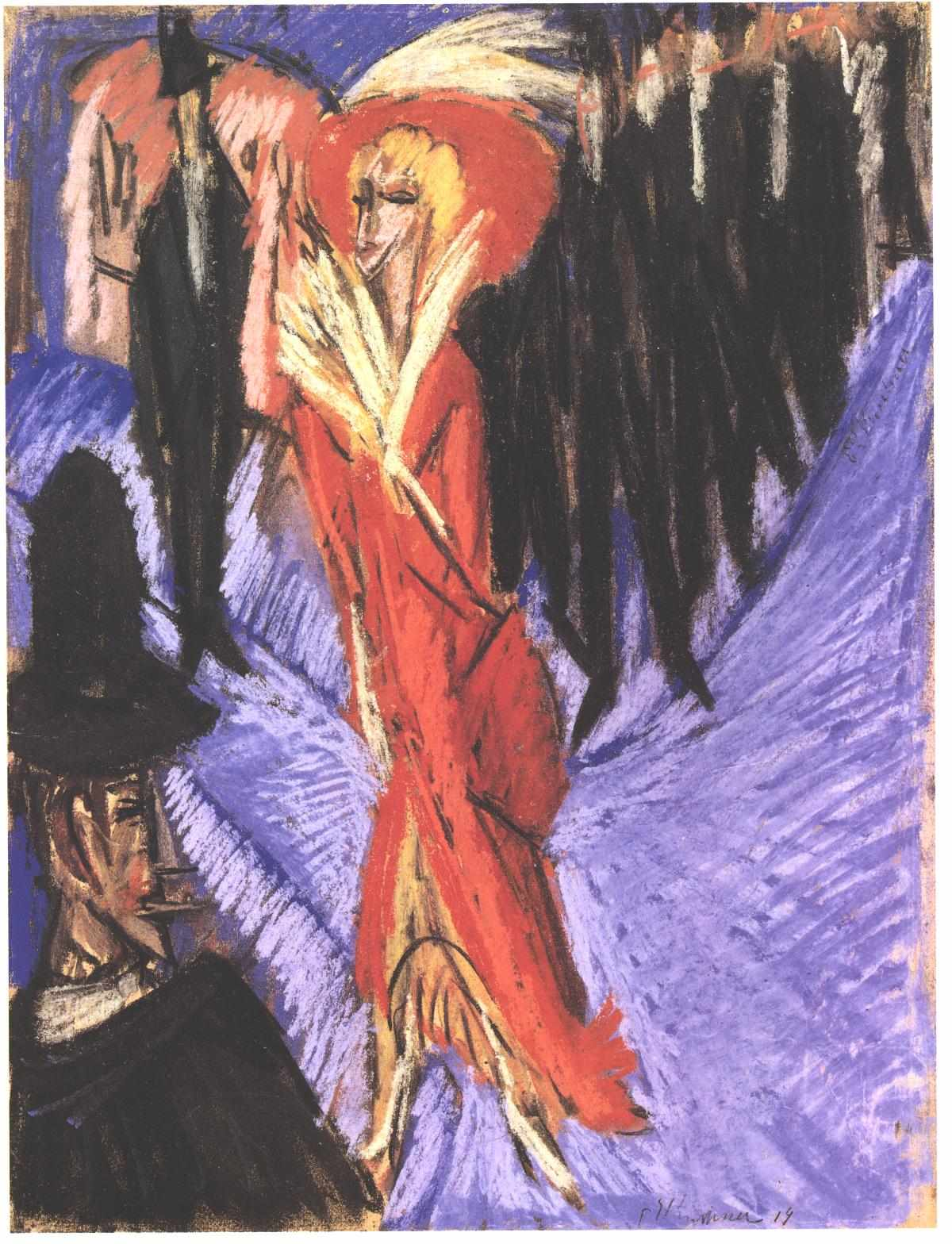
Rote Kokotte, Kreidezeichnung 1914
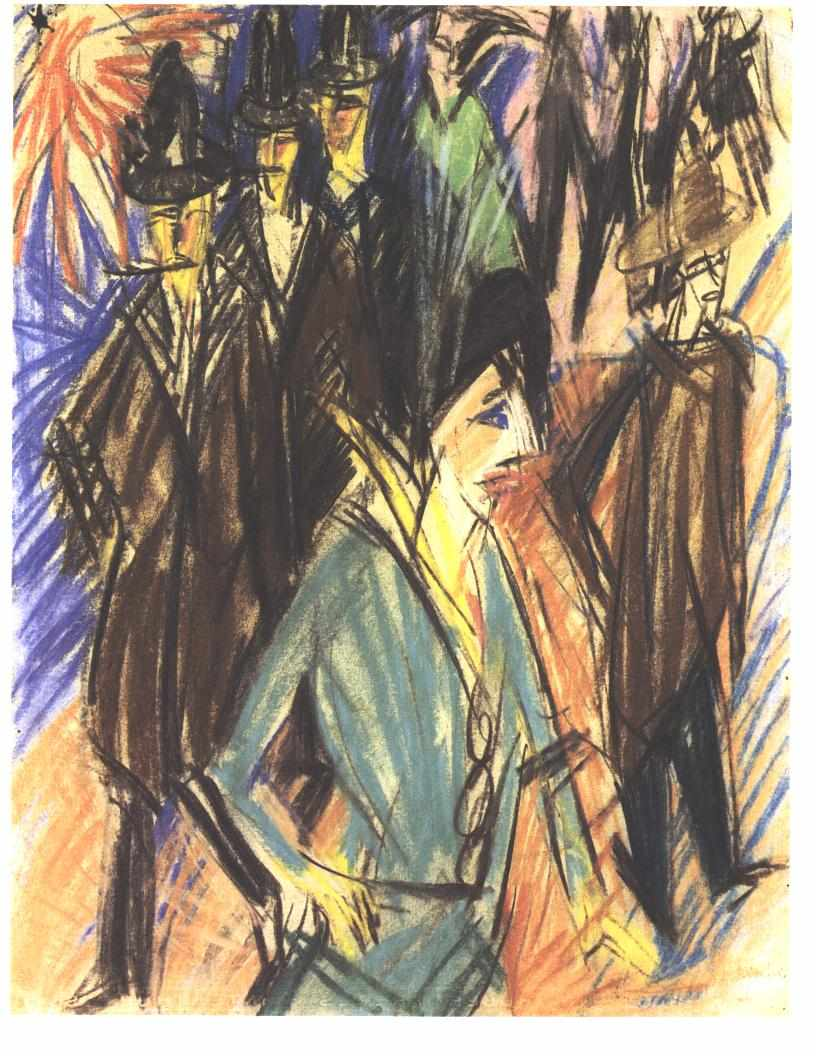
Straßenszene mit grüner Kokotte, Kreidezeichnung 1914
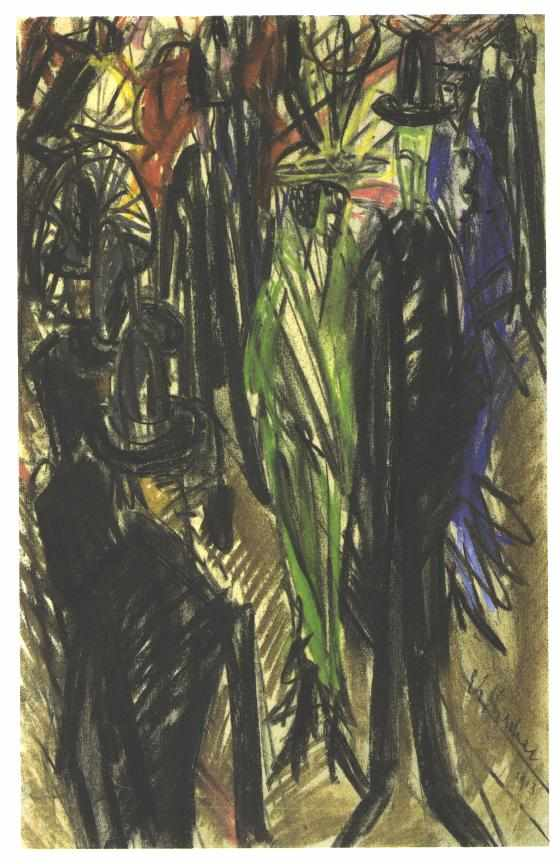
Straßenszene mit grüner Dame, Kreidezeichnung 1914
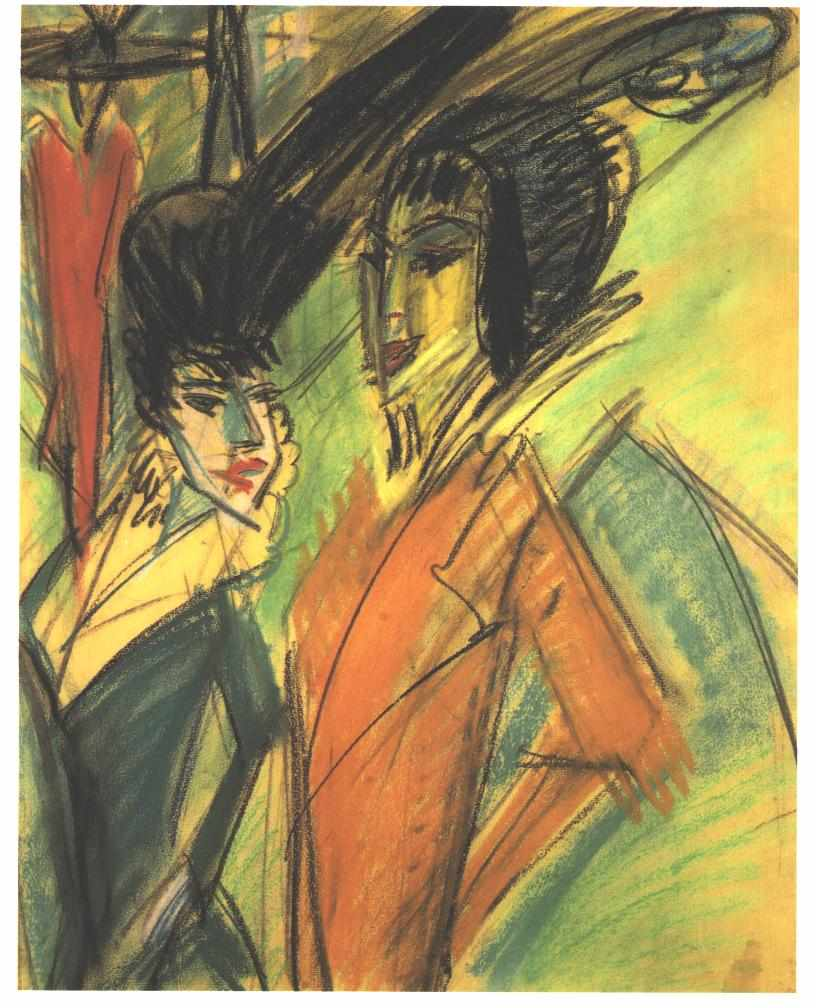
Zwei Kokotten, Kreidezeichnung 1914
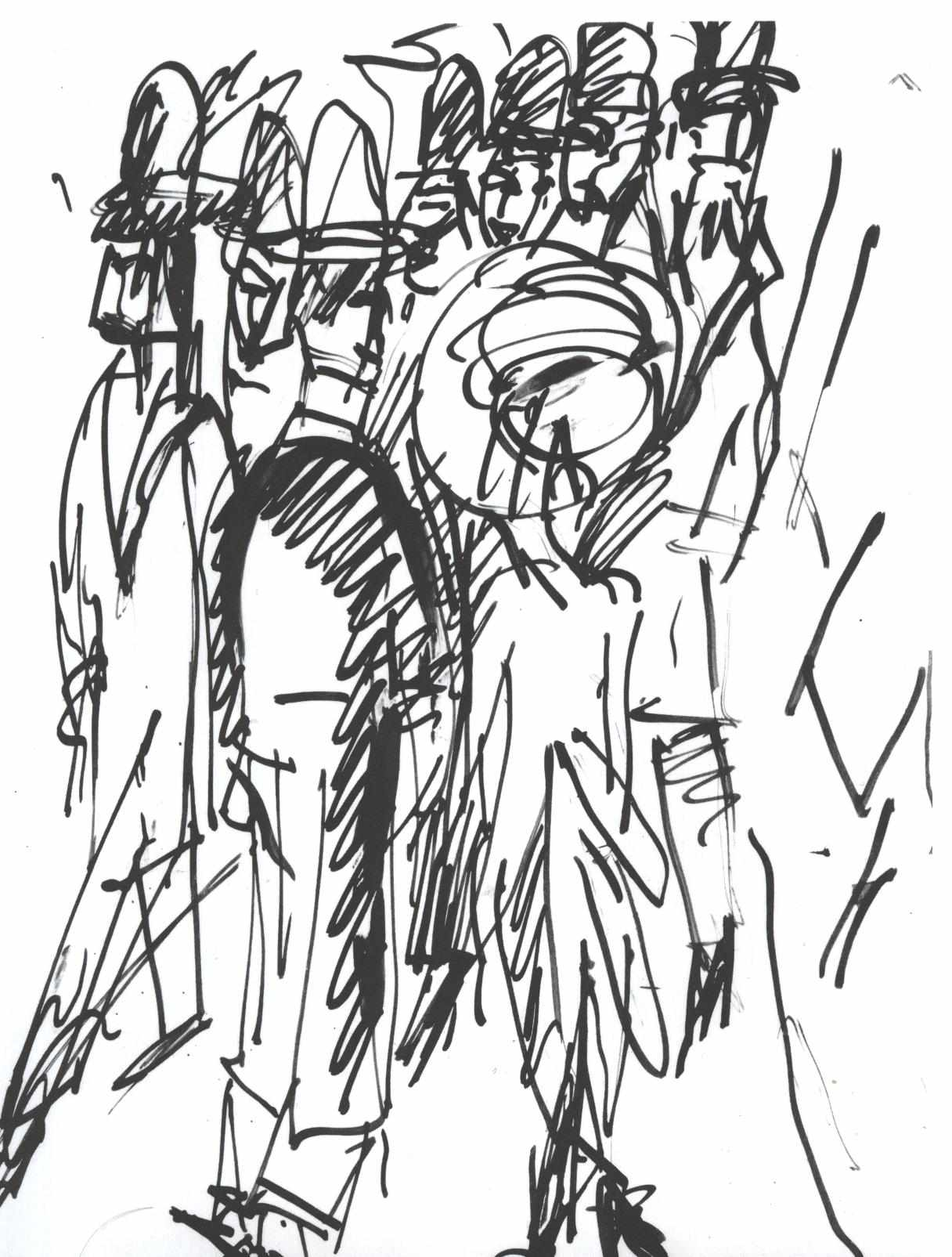
Berliner Straßenszene, Tuschpinselzeichnung 1914
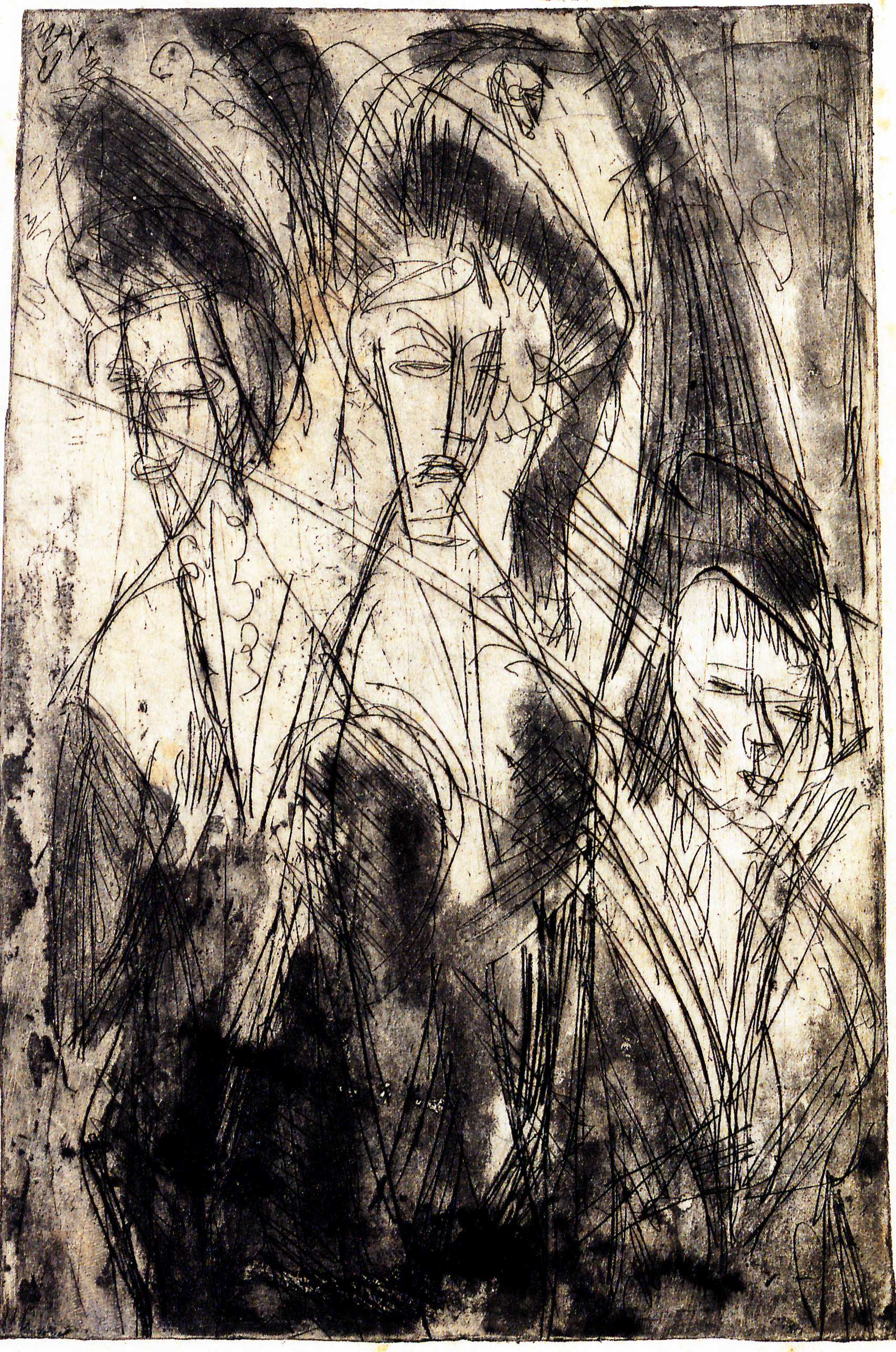
Drei Kokotten bei Nacht, Radierung 1914
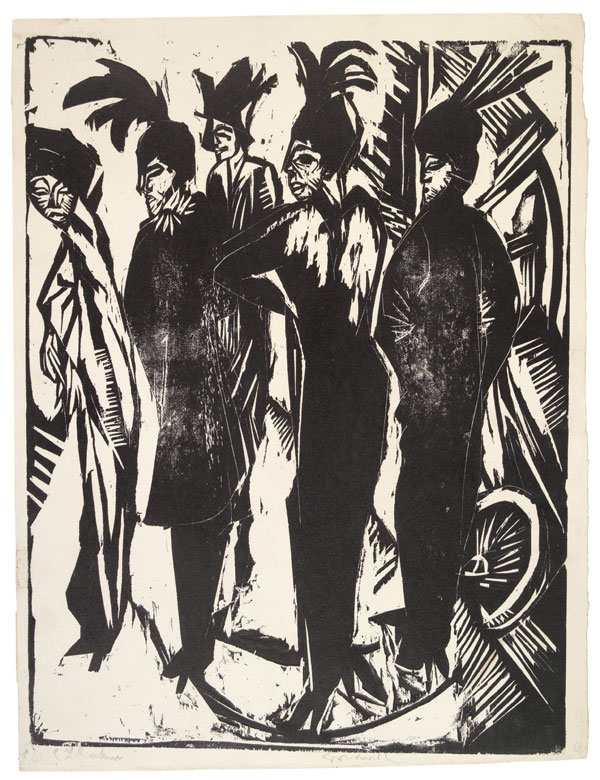
Fünf Kokotten, Holzschnitt 1915
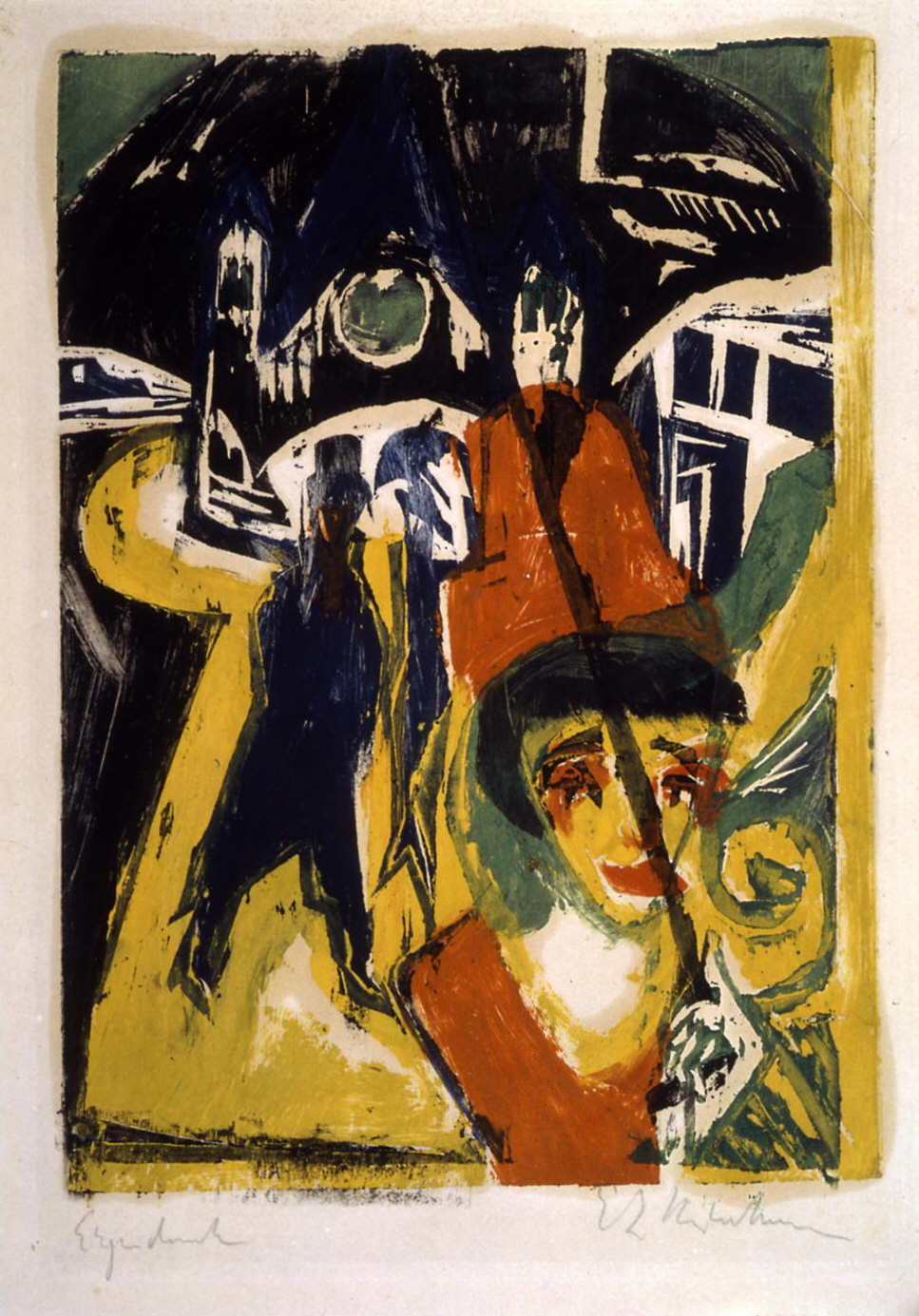
Kokotte auf der Straße, Holzschnitt 1915

## Zitat
„Aufgedunsen schwankt man, um zu arbeiten, wo doch jede Arbeit vergeblich und der Ansturm des Mittelmäßigen alles umreißt. Wie die Kokotte, die ich malte, ist man jetzt selbst. Hingewischt, beim nächsten Male weg. Trotzdem versuche ich, immer noch Ordnung in meine Gedanken zu bringen und aus dem Verwirrenden ein Bild der Zeit zu schaffen, was ja meine Aufgabe ist.“